# Ballinderry-Würfel

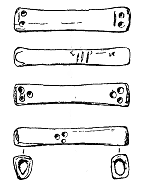
Abzeichnung der Seiten des Ballinderry-Würfels

Der Ballinderry-Würfel ist ein archäologischer Fund, der 1933 bei Ausgrabungen des Crannóg Ballinderry Nr. 2, im County Offaly in Irland, entdeckt wurde. Es handelt sich um einen länglichem Würfel aus Knochen, der auf einer seiner vier mit Zahlenwerten versehenen Seiten statt Punkte ein Ogham-Zeichen aufweist. Er wird ins 8. bis 10. Jahrhundert n. Chr. datiert.

## Beschreibung
Der Würfel ist aus einem länglichen Knochen gefertigt. Da der Würfel wegen seiner Form beim Würfeln auf den kurzen Endfächen nicht liegen bleiben kann, sind nur vier Seiten mit Zahlenwerten bezeichnet. Wegen der Form des Würfels sind die Werte für die Zahlen 1 und 2 weggelassen. Die Zahlenwerte für 3, 4 und 6 werden durch die entsprechende Anzahl an Punkten dargestellt. Die Zahlen 4 und 6 befinden sich auf den breiteren Seiten des Knochens und deshalb leichter zu würfeln.
Statt der üblichen Punkte für die Zahl 5 wird das Ogham-Zeichen ᚃ verwendet, welches mit dem Lautwert V übertragen wird. Die Römische Zahlschrift verwendet für die Zahl 5 die Zeichenform V. Dies zeigt, dass der Hersteller des Würfels auch mit römischen Zahlen vertraut war. „Auf jeden Fall deutet es darauf, dass die Menschen mit der Ogham-Schrift so vertraut waren, dass sie sie sogar auf einem so flüchtigen Objekt wie einem Würfel verwendet wurde.“

## Verwendung
Diese Art Würfel (auch Funde ohne Ogham-Zeichen) wurde wahrscheinlich für Spiele verwendet, bei denen vier Würfel zusammen in die Luft geworfen wurden und dann auf eine Decke oder ein Tuch fielen.

## Besonderheit
Der Ballinderry-Würfel gehört zu den bis heute in der Ogham-Fachliteratur nur zwölf erwähnten seltenen Kleinfunden, also Funde, bei denen die Ogham-Zeichen nicht in Steinplatten und Steinsäulen (etwa 400 Funde), sondern in kleine Objekte (vorwiegend Alltagsgegenstände) eingeritzt sind. Davon wurden einschließlich des Ballinderry-Würfels sechs in Irland entdeckt, nämlich noch die Ballyspellan-Fibel, der Dublin-Castle-Kamm, die Ennis-Perle, die Kilgulbin-Hängeschüssel und der Tullycommon-Knochen.